# Specie di Lycosidae (Q-Z)
Di seguito sono descritte tutte le specie della famiglia di ragni Lycosidae, i cui generi cominciano dalla lettera Q alla lettera Z, note al 1 gennaio 2022.

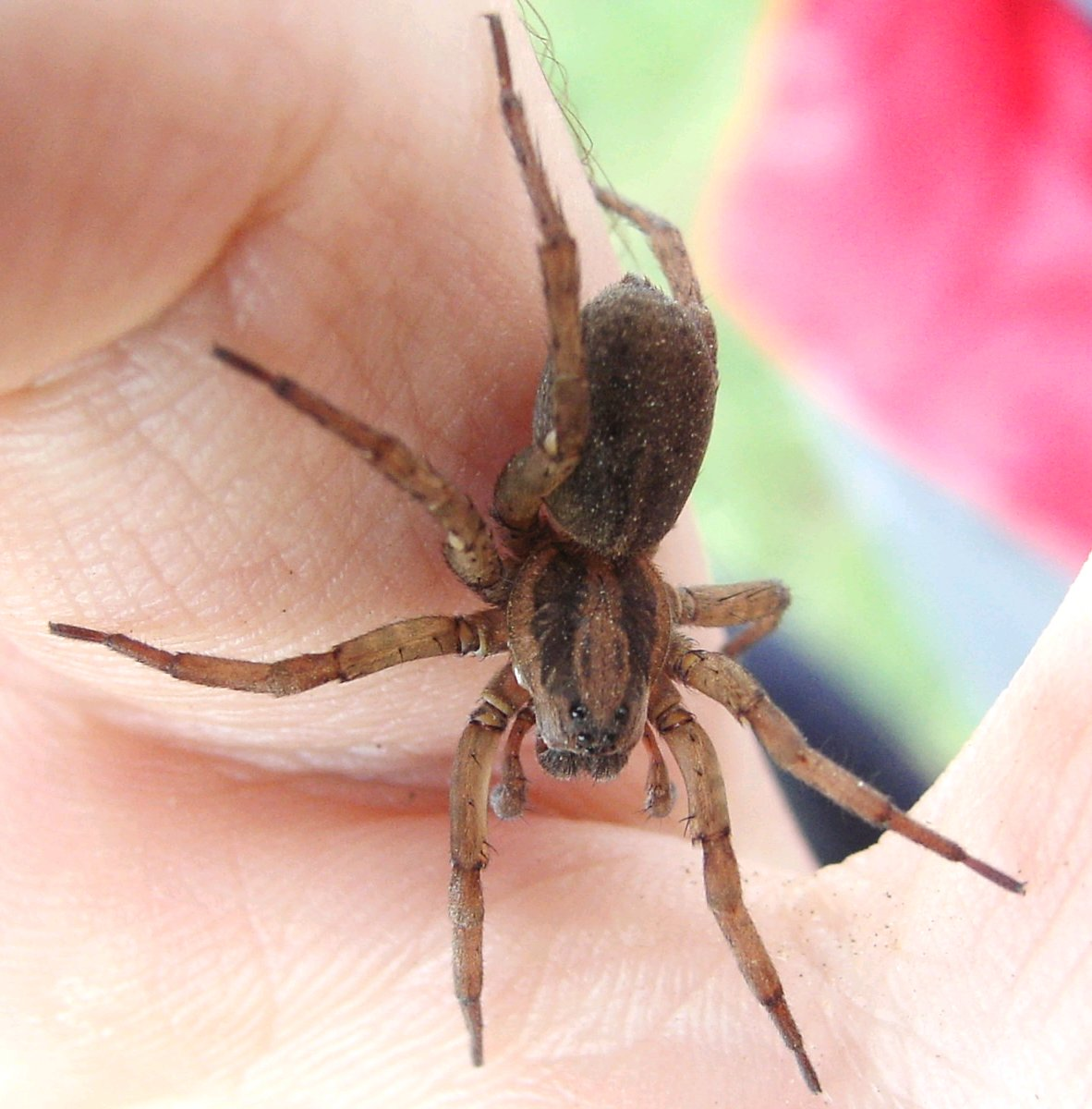
Trochosa sp.

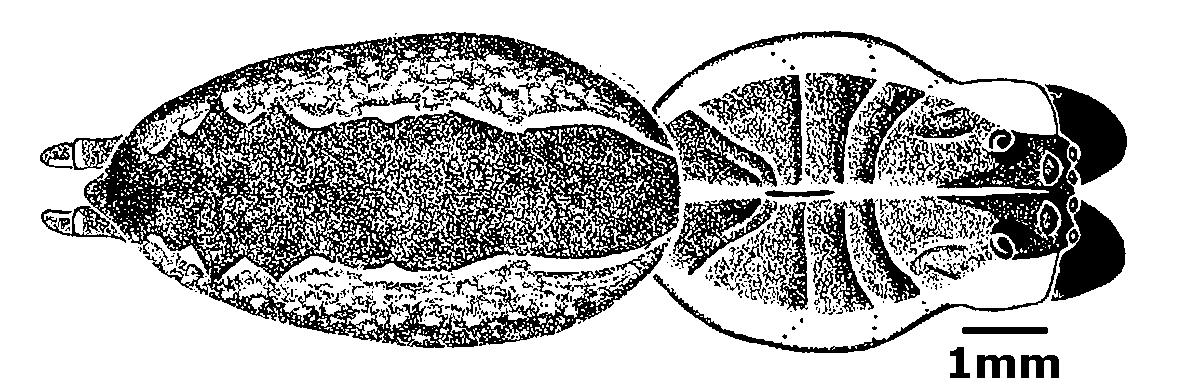
Sosippus mexicanus, disegno

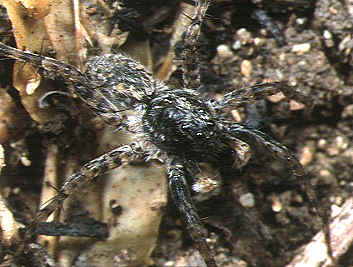
Wadicosa okinawensis, maschio

## Rabidosa
Rabidosa Roewer, 1960
- Rabidosa carrana (Bryant, 1934) — USA
- Rabidosa hentzi (Banks, 1904) — USA
- Rabidosa punctulata (Hentz, 1844) — USA
- Rabidosa rabida (Walckenaer, 1837)[1] — America settentrionale
- Rabidosa santrita (Chamberlin & Ivie, 1942) — USA

## Satta
Satta Lehtinen & Hippa, 1979
- Satta cannibalorum Lehtinen & Hippa, 1979[1] — Nuova Guinea

## Schizocosa
Schizocosa Chamberlin, 1904
1. Schizocosa altamontis (Chamberlin, 1916) — Perù
2. Schizocosa arua (Strand, 1911) — Isole Aru (Indonesia)
3. Schizocosa astuta (Roewer, 1959) — Tanzania
4. Schizocosa aulonia Dondale, 1969 — USA
5. Schizocosa avida (Walckenaer, 1837) — America settentrionale
6. Schizocosa bilineata (Emerton, 1885) — USA, Canada
7. Schizocosa cecili (Pocock, 1901) — Zimbabwe
8. Schizocosa ceratiola (Gertsch & Wallace, 1935) — USA
9. Schizocosa cespitum Dondale & Redner, 1978 — Canada
10. Schizocosa chelifasciata (Mello-Leitão, 1943) — Brasile
11. Schizocosa chiricahua Dondale & Redner, 1978 — USA
12. Schizocosa communis (Emerton, 1885) — USA, Canada
13. Schizocosa concolor (Caporiacco, 1935) — Karakorum
14. Schizocosa conspicua (Roewer, 1959) — Ruanda
15. Schizocosa cotabatoana Barrion & Litsinger, 1995 — Filippine
16. Schizocosa crassipalpata Roewer, 1951 — USA, Canada
17. Schizocosa crassipes Walckenaer, 1837 — USA
18. Schizocosa darlingi (Pocock, 1898) — Africa meridionale
19. Schizocosa duplex Chamberlin, 1925 — USA
20. Schizocosa ehni (Lessert, 1933) — Angola
21. Schizocosa floridana Bryant, 1934 — USA
22. Schizocosa fragilis (Thorell, 1890) — Sumatra (Indonesia)
23. Schizocosa hebes (O. Pickard-Cambridge, 1885) — Yarkand (Cina)
24. Schizocosa hewitti (Lessert, 1915) — Africa orientale
25. Schizocosa humilis (Banks, 1892) — USA, Canada
26. Schizocosa incerta (Bryant, 1934 — USA
27. Schizocosa interjecta (Roewer, 1959) — Tanzania
28. Schizocosa malitiosa (Tullgren, 1905) — Bolivia, Argentina, Uruguay
29. Schizocosa maxima Dondale & Redner, 1978 — USA
30. Schizocosa mccooki (Montgomery, 1904) — Canada, USA, Messico
31. Schizocosa mimula (Gertsch, 1934) — USA, Messico
32. Schizocosa minahassae (Merian, 1911) — Celebes (Indonesia)
33. Schizocosa minnesotensis (Gertsch, 1934) — USA, Canada
34. Schizocosa minor (Lessert, 1926) — Africa orientale
35. Schizocosa obscoena (Rainbow, 1899) — Vanuatu
36. Schizocosa ocreata (Hentz, 1844)[1] — America settentrionale
37. Schizocosa parricida Karsch, 1881 — Cina
38. Schizocosa perplexa Bryant, 1936 — USA
39. Schizocosa pilipes (Karsch, 1879) — Africa centrale e occidentale
40. Schizocosa proletaria (Tullgren, 1905) — Bolivia, Argentina
41. Schizocosa puebla Chamberlin, 1925 — USA
42. Schizocosa retrorsa Banks, 1911 — USA, Messico
43. Schizocosa rovneri Uetz & Dondale, 1979 — USA
44. Schizocosa rubiginea (O. Pickard-Cambridge, 1885) — Yarkand (Cina)
45. Schizocosa salara (Roewer, 1960) — Afghanistan
46. Schizocosa salsa Barnes, 1953 — USA
47. Schizocosa saltatrix (Hentz, 1844) — America settentrionale
48. Schizocosa segregata Gertsch & Wallace, 1937 — USA
49. Schizocosa semiargentea (Simon, 1898) — Perù
50. Schizocosa serranoi (Mello-Leitão, 1941) — Brasile, Argentina
51. Schizocosa stridulans Stratton, 1984 — USA
52. Schizocosa subpersonata (Simon, 1910) — Namibia, Sudafrica
53. Schizocosa tamae (Gertsch & Davis, 1940) — Messico
54. Schizocosa tenera (Karsch, 1879) — Africa occidentale e centrale
55. Schizocosa tristani (Banks, 1909) — Costarica, Panama
56. Schizocosa uetzi Stratton, 1997 — USA
57. Schizocosa venusta (Roewer, 1959) — Tanzania
58. Schizocosa vulpecula (L. Koch, 1865) — isola Wallis

## Serratacosa
Serratacosa Wang, Peng & Zhang, 2021
- Serratacosa himalayensis (Gravely, 1924) — Himalaya (India, Bhutan e Cina)
- Serratacosa medogensis Wang, Peng & Zhang, 2021[1] — Himalaya (Cina)
- Serratacosa multidontata (Qu, Peng & Yin, 2010) — Himalaya (Cina)

## Shapna
Shapna Hippa & Lehtinen, 1983
- Shapna pluvialis Hippa & Lehtinen, 1983[1] — India

## Sibirocosa
Sibirocosa Marusik, Azarkina & Koponen, 2004
- Sibirocosa arsenyevi Fomichev & Omelko, 2020 — Russia (Estremo oriente)
- Sibirocosa kolymensis Marusik, Azarkina & Koponen, 2004[1] — Russia (Siberia nordorientale, Estremo oriente)
- Sibirocosa koponeni Omelko & Marusik, 2013 — Russia (Estremo oriente)
- Sibirocosa manchurica Marusik, Azarkina & Koponen, 2004 — Russia (Estremo oriente)
- Sibirocosa nadolnyi Omelko & Marusik, 2013 — Russia (Estremo oriente)
- Sibirocosa sibirica (Kulczyński, 1908) — dalla Russia centrale alla Siberia nordorientale
- Sibirocosa subsolana (Kulczyński, 1907) — dalla Siberia centrale alle regioni dell'Estremo oriente
- Sibirocosa trilikauskasi Omelko & Marusik, 2013 — Russia (Estremo oriente)

## Sinartoria
Sinartoria Wang, Framenau & Zhang, 2021
- Sinartoria damingshanensis Wang, Framenau & Zhang, 2021[1] — Guangxi (Cina)
- Sinartoria zhuangia Wang, Framenau & Zhang, 2021 — Guangxi (Cina)

## Sosippus
Sosippus Simon, 1888

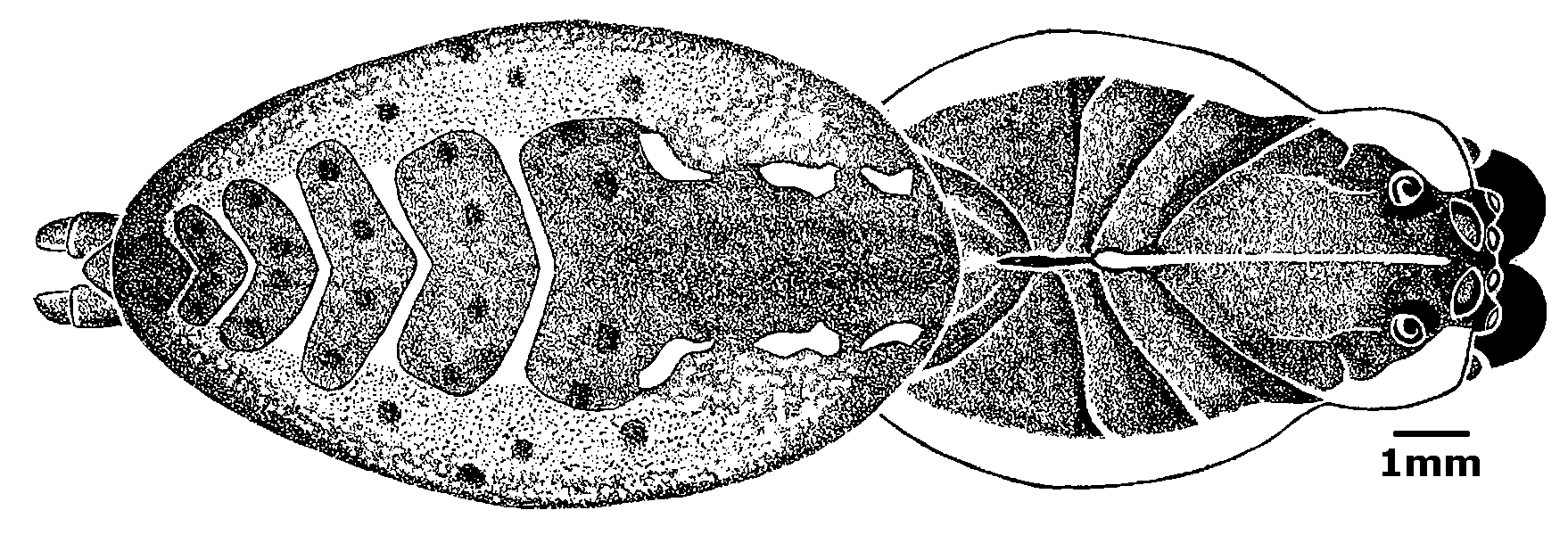
Sosippus agalenoides, disegno

- Sosippus agalenoides Banks,  1909 — dal Messico alla Costarica

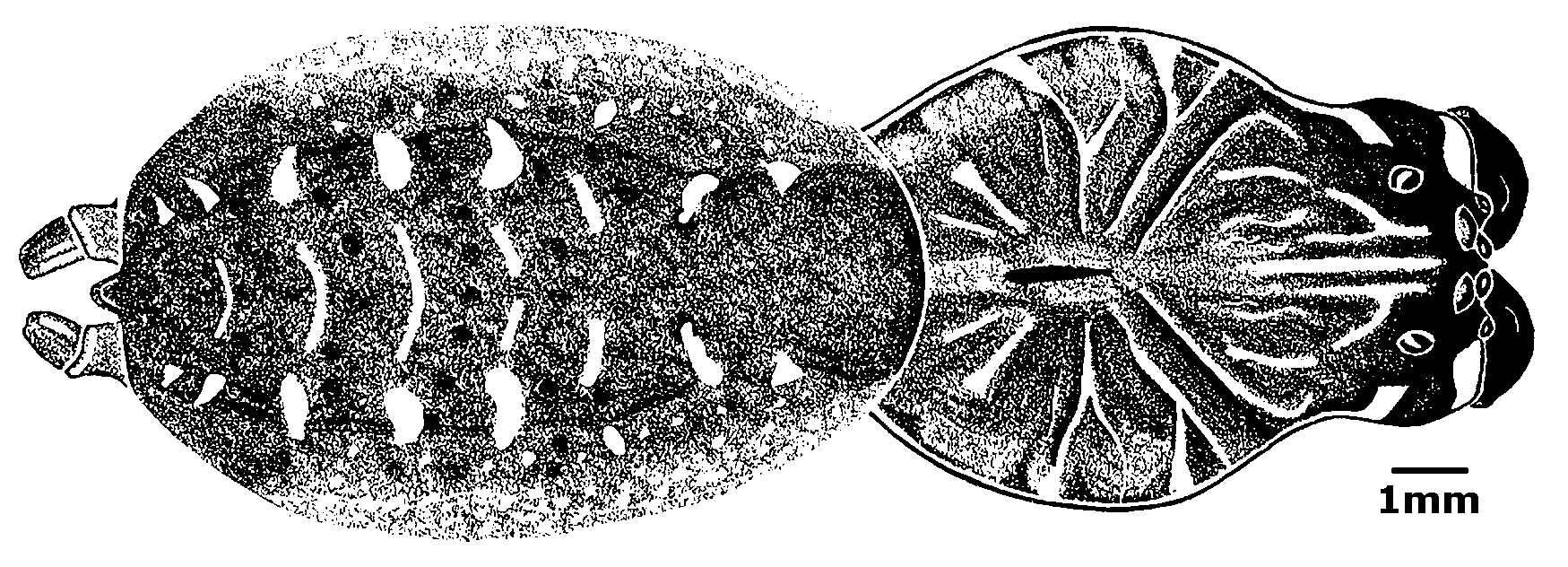
Sosippus texanus, disegno

- Sosippus californicus Simon,  1898 — USA, Messico
- Sosippus floridanus Simon,  1898 — USA
- Sosippus janus Brady, 1972 — USA
- Sosippus mexicanus Simon, 1888[1] — Messico, Guatemala
- Sosippus michoacanus Brady, 1962 — Messico

- Sosippus mimus Chamberlin, 1924 — USA
- Sosippus placidus Brady, 1972 — USA
- Sosippus plutonus Brady, 1962 — Messico
- Sosippus texanus Brady, 1962 — USA

## Syroloma
Syroloma Simon, 1900
- Syroloma major Simon, 1900[1]— Isole Hawaii
- Syroloma minor Simon, 1900 — Isole Hawaii

## Tapetosa
Tapetosa Framenau, Main, Harvey & Waldock, 2009
- Tapetosa darwini Framenau, Main, Harvey & Waldock, 2009[1] — Australia occidentale

## Tasmanicosa
Tasmanicosa Roewer, 1959
- Tasmanicosa fulgor Framenau & Baehr, 2016 — Australia
- Tasmanicosa gilberta (Hogg, 1906) — Australia
- Tasmanicosa godeffroyi (L. Koch, 1865)[1] — Australia
- Tasmanicosa harmsi Framenau & Baehr, 2016 — Australia (Australia meridionale, Nuovo Galles del Sud)
- Tasmanicosa hughjackmani Framenau & Baehr, 2016 — Australia (Australia meridionale, Victoria)
- Tasmanicosa kochorum Framenau & Baehr, 2016 — Australia (Queensland, Nuovo Galles del Sud)
- Tasmanicosa leuckartii (Thorell, 1870) — Australia
- Tasmanicosa musgravei (McKay, 1974) — Australia (Nuovo Galles del Sud, Victoria, Territorio della Capitale)
- Tasmanicosa phyllis (Hogg, 1906) — Australia (Australia meridionale, Nuovo Galles del Sud, Victoria, Queensland)
- Tasmanicosa ramosa L. Koch, 1877 — Australia
- Tasmanicosa salmo Framenau & Baehr, 2016 — Australia (Australia occidentale)
- Tasmanicosa semicincta (L. Koch, 1877) — Australia (Queensland, Nuovo Galles del Sud)
- Tasmanicosa stella Framenau & Baehr, 2016 — Australia
- Tasmanicosa subrufa (Karsch, 1878) — Australia (Australia meridionale, Nuovo Galles del Sud, Victoria, Tasmania)

## Tetralycosa
Tetralycosa Roewer, 1960
- Tetralycosa adarca Framenau & Hudson, 2017 — Australia meridionale
- Tetralycosa alteripa (McKay, 1976) — Australia occidentale e meridionale
- Tetralycosa arabanae Framenau, Gotch & Austin, 2006 — Australia meridionale
- Tetralycosa baudinettei Framenau & Hudson, 2017 — Australia occidentale
- Tetralycosa caudex Framenau & Hudson, 2017 — Australia occidentale
- Tetralycosa eyrei (Hickman, 1944) — Australia (Australia meridionale, Victoria, Nuovo Galles del Sud)
- Tetralycosa floundersi Framenau & Hudson, 2017 — Australia occidentale
- Tetralycosa halophila Framenau & Hudson, 2017 — Australia meridionale
- Tetralycosa oraria (L. Koch, 1876)[1] — Australia meridionale, Tasmania
- Tetralycosa orariola Framenau & Hudson, 2017 — Australia occidentale
- Tetralycosa rebecca Framenau & Hudson, 2017 — Australia occidentale
- Tetralycosa williamsi Framenau & Hudson, 2017 — Australia meridionale
- Tetralycosa wundurra McKay, 1979 — Australia occidentale

## Tigrosa
Tigrosa Brady, 2012
- Tigrosa annexa (Chamberlin & Ivie, 1944) — USA
- Tigrosa aspersa (Hentz, 1844) — USA, Canada
- Tigrosa georgicola (Walckenaer, 1837) — USA
- Tigrosa grandis (Banks, 1894) — USA
- Tigrosa helluo Walckenaer, 1837[1] — USA, Canada, Messico

## Trabea
Trabea Simon, 1876
- Trabea bipunctata (Roewer, 1959) — Repubblica Democratica del Congo, Ruanda, Malawi, Etiopia
- Trabea cazorla (Snazell, 1983) — Spagna, Marocco, Algeria
- Trabea heteroculata Strand, 1913 — Ruanda, Tanzania, Kenya
- Trabea natalensis Russell-Smith, 1982 — Africa meridionale
- Trabea nigriceps Purcell, 1903 — Africa meridionale
- Trabea nigristernis Alderweireldt, 1999 — Malawi
- Trabea ornatipalpis Russell-Smith, 1982 — Africa meridionale
- Trabea paradoxa Simon, 1876[1] — Europa meridionale, Turchia
- Trabea purcelli Roewer, 1951 — Africa meridionale
- Trabea rubriceps Lawrence, 1952 — Africa meridionale
- Trabea setula Alderweireldt, 1999 — Malawi
- Trabea unicolor (Purcell, 1903) — Africa meridionale
- Trabea varia Purcell, 1903 — Africa meridionale

## Trabeops
Trabeops Roewer, 1959
- Trabeops aurantiacus (Emerton, 1885)[1] — USA, Canada

## Trebacosa
Trebacosa Dondale & Redner, 1981
- Trebacosa europaea Szinetàr & Kancsal, 2007 — Francia, Bielorussia, Grecia e Ungheria
- Trebacosa marxi Stone, 1890[1] — Canada, USA

## Tricassa
Tricassa Simon, 1910
- Tricassa deserticola Simon, 1910b[1] — Namibia, Repubblica Sudafricana
- Tricassa madagascariensis Jocqué & Alderweireldt, 2001 — Madagascar

## Trochosa
Trochosa C. L. Koch, 1847
1. Trochosa abdita (Gertsch, 1934) - USA
2. Trochosa adjacens O. Pickard-Cambridge, 1885 - Yarkand (Cina)
3. Trochosa albifrons (Roewer, 1960) - Congo
4. Trochosa albipilosa (Roewer, 1960) - Sudafrica

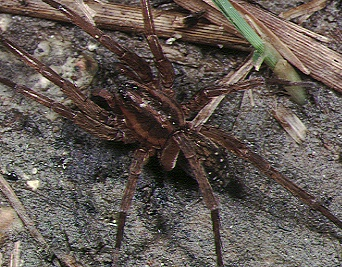
Trochosa aquatica, maschio

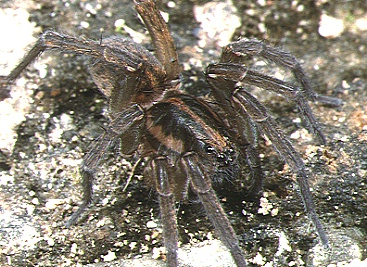
Trochosa aquatica, femmina

5. Trochosa albomarginata (Roewer, 1960) - Zimbabwe
6. Trochosa alviolai Barrion & Litsinger, 1995 - Filippine
7. Trochosa aperta (Roewer, 1960) - Namibia
8. Trochosa aquatica Tanaka, 1985 - Cina, Corea, Giappone
9. Trochosa arctosina Caporiacco, 1947 - Venezuela, Guyana
10. Trochosa bannaensis Yin & Chen, 1995 - Cina
11. Trochosa beltran (Mello-Leitão, 1942) - Argentina
12. Trochosa bukobae (Strand, 1916) - Africa orientale
13. Trochosa cachetiensis Mcheidze, 1997 - Georgia, Russia (Caucaso)
14. Trochosa canapii Barrion & Litsinger, 1995 - Filippine
15. Trochosa charmina (Strand, 1916) - Camerun
16. Trochosa corporaali (Reimoser, 1935) - Cina
17. Trochosa dentichelis Buchar, 1997 - Bhutan, India
18. Trochosa eberlanzi (Roewer, 1960) - Namibia
19. Trochosa entebbensis (Lessert, 1915) - Africa centrale, orientale
20. Trochosa eugeni (Roewer, 1951) - Sudafrica
21. Trochosa fabella (Karsch, 1879) - Africa occidentale, centrale
22. Trochosa fageli Roewer, 1960 - Congo
23. Trochosa gentilis (Roewer, 1960) - Camerun
24. Trochosa glarea McKay, 1979 - Australia (Queensland)
25. Trochosa gravelyi Buchar, 1976 - Nepal
26. Trochosa guatemala Chamberlin & Ivie, 1942 - Guatemala
27. Trochosa gunturensis Patel & Reddy, 1993 - India
28. Trochosa himalayensis Tikader & Malhotra, 1980 - India
29. Trochosa hirtipes Ponomarev, 2009 - Russia (Caucaso)
30. Trochosa hispanica Simon, 1870 - dal Mediterraneo all'Asia centrale, Iran
31. Trochosa hoggi (Lessert, 1926) - Africa orientale
32. Trochosa honggiana Barrion, Barrion-Dupo & Heong, 2013 - Hainan (Cina)
33. Trochosa hungarica Herman, 1879 - Ungheria
34. Trochosa immaculata Savelyeva, 1972 - Kazakhstan
35. Trochosa insignis O. Pickard-Cambridge, 1898 - Costarica
36. Trochosa intermedia (Roewer, 1960) - Zimbabwe
37. Trochosa iviei (Gertsch & Wallace, 1937) - Messico
38. Trochosa kaieteurensis (Gertsch & Wallace, 1937) - Guyana
39. Trochosa kalukanai (Simon, 1900) - Hawaii
40. Trochosa kaswabilengae (Roewer, 1960) Congo
41. Trochosa liberiana (Roewer, 1960) - Liberia
42. Trochosa longa Qu, Peng & Yin, 2010 - Cina
43. Trochosa lucasi (Roewer, 1951) - isole Canarie
44. Trochosa lugubris O. Pickard-Cambridge, 1885 - Tagikistan
45. Trochosa magdalenensis (Strand, 1914) - Colombia
46. Trochosa magna (Roewer, 1960) - Liberia
47. Trochosa malayana (Doleschall, 1859) - isola di Ambon (Indonesia)
48. Trochosa masumbica (Strand, 1916) - Africa orientale
49. Trochosa melloi Roewer, 1951 - Brasile
50. Trochosa meruensis (Lessert, 1926) - Tanzania
51. Trochosa minima (Roewer, 1960) - Congo, Kenya
52. Trochosa modesta (Roewer, 1960) - Sudafrica
53. Trochosa moluccensis Thorell, 1878 - isola di Ambin (Indonesia)
54. Trochosa mossambicus (Roewer, 1960) - Mozambico
55. Trochosa mundamea Roewer, 1960 - Camerun, Sierra Leone
56. Trochosa nigerrima (Roewer, 1960) - Sudafrica
57. Trochosa niveopilosa (Mello-Leitão, 1938) - Argentina
58. Trochosa obscura (Roewer, 1960) - Ruanda
59. Trochosa obscura (Mello-Leitão, 1943) - Argentina
60. Trochosa papakula (Strand, 1911) - isole Molucche, Nuova Guinea
61. Trochosa paranaensis (Mello-Leitão, 1937) - Brasile
62. Trochosa pardaloides (Mello-Leitão, 1937) - Brasile
63. Trochosa pardosella (Strand, 1906) - Etiopia
64. Trochosa parviguttata (Strand, 1906) - Etiopia
65. Trochosa pelengena (Roewer, 1960) - Congo
66. Trochosa praetecta L. Koch, 1875 - Etiopia
67. Trochosa presumptuosa (Holmberg, 1876) - Argentina
68. Trochosa propinqua O. Pickard-Cambridge, 1885 - Yarkand (Cina)
69. Trochosa pseudofurva (Strand, 1906) - Camerun
70. Trochosa punctipes (Gravely, 1924) - India
71. Trochosa quinquefasciata Roewer, 1960 - Tanzania
72. Trochosa reichardtiana (Strand, 1916) - isola di Hispaniola
73. Trochosa reimoseri Bristowe, 1931 - isola di Krakatoa (Indonesia)
74. Trochosa robusta (Simon, 1876) - Europa, Turchia, Caucaso, dalla Russia europea alla Siberia meridionale, Iran, Cina, Giappone
75. Trochosa ruandanica (Roewer, 1960) - Ruanda
76. Trochosa ruricola (De Geer, 1778) - Europa, Turchia, Caucaso, dalla Russia europea al Lontano oriente, Kazakhstan, Iran, Asia centrale, Cina, Giappone, Corea. Introdotto in America settentrionale, Cuba, Portorico, Bermuda
77. Trochosa ruricoloides Schenkel, 1963 - India, Cina, Taiwan, Thailandia, Malesia, Indonesia, Papua Nuova Guinea
78. Trochosa sanlorenziana (Petrunkevitch, 1925) - Panama
79. Trochosa semoni Simon, 1896 - Giava (Indonesia)
80. Trochosa sepulchralis (Montgomery, 1902) - USA
81. Trochosa sericea (Simon, 1898) - Brasile
82. Trochosa spinipalpis (F. O. Pickard-Cambridge, 1895) - Europa, Caucaso, dalla Russia europea alla Siberia meridionale, Cina, Giappone
83. Trochosa suiningensis Peng, Yin, Zhang & Kim, 1997 - Cina
84. Trochosa tenebrosa Keyserling, 1877 - Colombia
85. Trochosa tenella Keyserling, 1877 - Colombia
86. Trochosa tenuis (Roewer, 1960) - Etiopia
87. Trochosa terricola Thorell, 1856 - America settentrionale, Europa, Turchia, Caucaso, dalla Russia europea al Lontano oriente, Kazakhstan, Iran, Asia centrale, Cina, Giappone
88. Trochosa unmunsanensis Paik, 1994 - Corea
89. Trochosa urbana O. Pickard-Cambridge, 1876 - Africa settentrionale, dall'Etiopia alle Seychelles, Madagascar, Israele, Iran
90. Trochosa ursina (Schenkel, 1936) - Cina
91. Trochosa vulvella (Strand, 1907) - Giappone
92. Trochosa wuchangensis (Schenkel, 1963) - Cina

## Tuberculosa
Tuberculosa Framenau & Yoo, 2006
- Tuberculosa austini Framenau & Yoo, 2006 — Australia (Queensland)
- Tuberculosa harveyi Framenau & Yoo, 2006[1] — Australia (Territorio del Nord)
- Tuberculosa hoggi (Framenau & Vink, 2006) — Australia (Queensland)
- Tuberculosa monteithi Framenau & Yoo, 2006 — Australia (Queensland)

## Varacosa
Varacosa Chamberlin & Ivie, 1942
- Varacosa apothetica (Wallace, 1947) — USA
- Varacosa avara (Keyserling, 1877)[1] — USA, Canada
- Varacosa gosiuta (Chamberlin, 1908) — USA
- Varacosa hoffmannae Jiménez & Dondale, 1988 — Messico
- Varacosa parthenus (Chamberlin, 1925) — USA
- Varacosa shenandoa Chamberlin & Ivie, 1942 — USA, Canada

## Venator
Venator Hogg, 1900
- Venator immansuetus (Simon, 1909) — Australia (Australia occidentale)
- Venator marginatus Hogg, 1900 — Australia (Nuovo Galles del Sud, Victoria)
- Venator spenceri Hogg, 1900[1] — Australia (Queensland, Nuovo Galles del Sud, Australia meridionale e Victoria)

## Venatrix
Venatrix Roewer, 1960
1. Venatrix allopictiventris Framenau & Vink, 2001 - Australia (Queensland, Nuovo Galles del Sud)
2. Venatrix amnicola Framenau, 2006 - Australia (Queensland, Nuovo Galles del Sud, Victoria)
3. Venatrix archookoora Framenau & Vink, 2001 - Australia (Queensland)
4. Venatrix arenaris (Hogg, 1906) - Australia
5. Venatrix australiensis Framenau & Vink, 2001 - Australia (Queensland, Nuovo Galles del Sud)
6. Venatrix brisbanae (L. Koch, 1878) - Australia (Queensland, Nuovo Galles del Sud)
7. Venatrix esposica Framenau & Vink, 2001 - Australia (Territorio del Nord, dall'Australia meridionale alla Tasmania)
8. Venatrix fontis Framenau & Vink, 2001 - Australia (Australia meridionale, Nuovo Galles del Sud, Victoria)
9. Venatrix funesta (C. L. Koch, 1847) - Australia sudorientale, Tasmania
10. Venatrix furcillata (L. Koch, 1867) - Australia (Queensland, Nuovo Galles del Sud, Victoria, Tasmania)
11. Venatrix hickmani Framenau & Vink, 2001 - Australia (Queensland, Nuovo Galles del Sud)
12. Venatrix konei (Berland, 1924) - Australia (continentale, isola di Lord Howe), Nuova Zelanda, Nuova Caledonia
13. Venatrix koori Framenau & Vink, 2001 - Australia (Victoria)
14. Venatrix kosciuskoensis (McKay, 1974) - Australia (Victoria, Nuovo Galles del Sud)
15. Venatrix lapidosa (McKay, 1974) - Australia (Queensland, Nuovo Galles del Sud, Victoria)
16. Venatrix magkasalubonga (Barrion & Litsinger, 1995) - Filippine
17. Venatrix mckayi Framenau & Vink, 2001 - Australia sudorientale
18. Venatrix ornatula (L. Koch, 1877) - Australia (Queensland, Nuovo Galles del Sud)
19. Venatrix palau Framenau, 2006 - Micronesia, isole Palau, Australia (Queensland)
20. Venatrix penola Framenau & Vink, 2001 - Australia (Australia meridionale, Victoria)
21. Venatrix pictiventris (L. Koch, 1877) - Australia sudorientale, Tasmania
22. Venatrix pseudospeciosa Framenau & Vink, 2001 - Australia sudorientale, Tasmania
23. Venatrix pullastra (Simon, 1909) - Australia (Australia occidentale)
24. Venatrix roo Framenau & Vink, 2001 - Australia (Australia meridionale)
25. Venatrix speciosa (L. Koch, 1877) - Australia orientale
26. Venatrix summa (McKay, 1974) - Australia (Nuovo Galles del Sud)
27. Venatrix tinfos Framenau, 2006 - Australia (Australia occidentale)

## Venonia
Venonia Thorell, 1894
1. Venonia chaiwooi Yoo & Framenau, 2006 - Micronesia (isole Palau)
2. Venonia choiae Yoo & Framenau, 2006 - Indonesia (Sulawesi)
3. Venonia cinctipes (Simon, 1898) - Nuova Guinea, Australia (Queensland)
4. Venonia coruscans Thorell, 1894[1] - Malesia, Singapore, Indonesia (Borneo, Giava)
5. Venonia infundibulum Yoo & Framenau, 2006 - Australia (Territorio del Nord)
6. Venonia joejim Yoo & Framenau, 2006 - Micronesia (isole Palau)
7. Venonia kimjoopili Yoo & Framenau, 2006 - Australia (Territorio del Nord)
8. Venonia kokoda Lehtinen & Hippa, 1979 - Nuova Guinea
9. Venonia micans (Simon, 1898) - Filippine, Indonesia (isola di Bali, Sulawesi)
10. Venonia micarioides (L. Koch, 1877) - Australia
11. Venonia milla Lehtinen & Hippa, 1979 - Nuova Guinea
12. Venonia muju (Fr. Chrysanthus O.F.M., 1967) - Nuova Guinea, Papua Nuova Guinea (Nuova Britannia)
13. Venonia nata Yoo & Framenau, 2006 - Australia (Queensland)
14. Venonia spirocysta Chai, 1991 - Cina, Taiwan
15. Venonia sungahae Yoo & Framenau, 2006} - Australia (Territorio del Nord)
16. Venonia vilkkii Lehtinen & Hippa, 1979 - Nuova Guinea, Australia (Queensland)

## Vesubia
Vesubia Simon, 1910
1. Vesubia caduca (Karsch, 1880) - Polinesia
2. Vesubia jugorum (Simon, 1881)[1] - Italia
3. Vesubia vivax (Thorell, 1875) - Ucraina, Russia europea, Uzbekistan

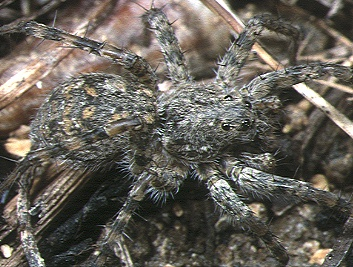
Wadicosa okinawensis, femmina

## Wadicosa
Wadicosa Zyuzin, 1985
1. Wadicosa benadira (Caporiacco, 1940) - Somalia, Kenya
2. Wadicosa cognata Kronestedt, 2015 - Kenya
3. Wadicosa commoventa Zyuzin, 1985 - Iran, Turkmenistan
4. Wadicosa daliensis Yin, Peng & Zhang, 1997 - Cina
5. Wadicosa fidelis (O. Pickard-Cambridge, 1872)[1] - Macaronesia, Africa settentrionale, Europa meridionale, Caucaso, Medio Oriente, Asia centrale, Cina, Giappone, Pakistan, India, Bhutan, Bangladesh, Filippine, Indonesia (Sumatra)
6. Wadicosa ghatica Kronestedt, 2017 - India
7. Wadicosa jocquei Kronestedt, 2015 - isole Seychelles, isole Comore, isola Mayotte, Madagascar, isola Mauritius
8. Wadicosa okinawensis (Tanaka, 1985) - Giappone (isole Ryukyu), Cina (Hainan)
9. Wadicosa oncka (Lawrence, 1927) - Africa
10. Wadicosa paulyi Kronestedt, 2017 - Madagascar
11. Wadicosa prasantae Ahmed, Anam, Saikia, Manthen & Saikia, 2014 - India
12. Wadicosa quadrifera (Gravely, 1924) - India, Sri Lanka
13. Wadicosa russellsmithi Kronestedt, 2015 - isola Mauritius

## Xerolycosa
Xerolycosa Dahl, 1908

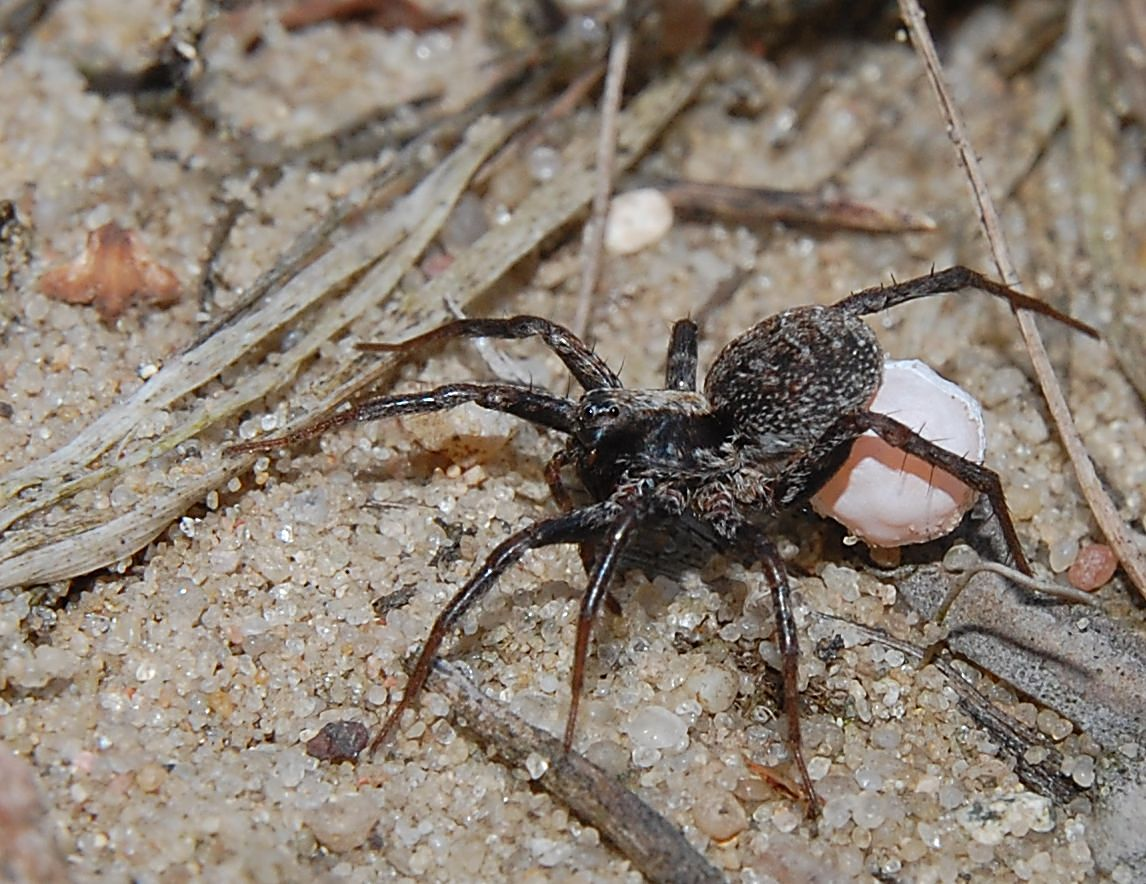
Xerolycosa miniata

- Xerolycosa miniata (C.L. Koch, 1834) — Europa, Turchia, Caucaso, Russia (dalla Russia europea alla Siberia meridionale), Kazakhstan, Asia centrale, Cina e Iran
- Xerolycosa mongolica (Schenkel, 1963) — Russia (Siberia meridionale) e Cina
- Xerolycosa nemoralis (Westring, 1861)[1] — Europa, Turchia, Caucaso, Russia (dalla Russia europea all'Estremo oriente russo), Kazakhstan, Asia centrale, Cina, Corea e Giappone
- Xerolycosa sansibarina Roewer, 1960 - Tanzania (Zanzibar)

## Zantheres
Zantheres (Thorell, 1887)
- Zantheres gracillimus Thorell, 1887[1] — Myanmar

## Zenonina
Zenonina Simon, 1898
- Zenonina albocaudata Lawrence, 1952 — Sudafrica
- Zenonina fusca Caporiacco, 1941 - Etiopia
- Zenonina mystacina Simon, 1898 - Namibia, Sudafrica
- Zenonina rehfousi Lessert, 1933 - Angola
- Zenonina squamulata Strand, 1908 - Etiopia
- Zenonina vestita Simon, 1898[1] - Etiopia

## Zoica
Zoica Simon, 1898
- Zoica bambusicola Lehtinen & Hippa, 1979 — Thailandia
- Zoica bolubolu Lehtinen & Hippa, 1979 - Nuova Guinea
- Zoica carolinensis Framenau, Berry & Beatty, 2009 - isole Caroline
- Zoica falcata Lehtinen & Hippa, 1979 - Borneo, Nuova Guinea
- Zoica hainan Wang, Li & Zhang, 2021 - Cina (Hainan)
- Zoica minuta (McKay, 1979) - Australia (Australia occidentale)
- Zoica oculata Buchar, 1997 — Bhutan
- Zoica pacifica Framenau, Berry & Beatty, 2009 - isole Marshall
- Zoica parvula (Thorell, 1895)[1] - Sri Lanka, Myanmar, Thailandia, Malesia
- Zoica puellula Simon, 1898 - India, Sri Lanka
- Zoica unciformis Li, Wang & Zhang, 2013 - Cina
- Zoica wauensis Lehtinen & Hippa, 1979 - Nuova Guinea

## Zyuzicosa
Zyuzicosa Logunov, 2010
- Zyuzicosa afghana (Roewer, 1960) - Afghanistan
- Zyuzicosa baisunica Logunov, 2010[1] - Uzbekistan
- Zyuzicosa fulviventris (Kroneberg, 1875) - Uzbekistan
- Zyuzicosa gigantea Logunov, 2010 - Uzbekistan
- Zyuzicosa kopetdaghensis Logunov, 2012 - Turkmenistan
- Zyuzicosa laetabunda (Spassky, 1941) - Tagikistan
- Zyuzicosa nenjukovi (Spassky, 1952) - Tagikistan
- Zyuzicosa nessovi Logunov, 2012 - Kirghizistan
- Zyuzicosa turlanica Logunov, 2010 - Kazakistan, Uzbekistan
- Zyuzicosa uzbekistanica Logunov, 2010 - Uzbekistan